# Маттан, Махмуд Хусейн
Махмуд Хусейн Маттан (1923—1952) — сомалийский моряк торгового флота, несправедливо осуждённый за убийство Лили Вольперт 6 марта 1952 года. Убийство произошло в доках Кардиффа. Маттан был осуждён на основании показаний одного полицейского информатора. Маттан был казнён в 1952 году и был помилован 45 лет спустя, 24 февраля 1998 года; его дело было первым, пересмотренным вновь образованной комиссии по пересмотру уголовных дел.

## Биография
Махмуд Хусейн Маттан родился в Британском Сомали в 1923 году; его работа моряком торгового флота привела его в Уэльс, где он нашёл работу на литейном заводе в Тайгер-Бэй. В Кардиффе он встретил родившуюся в Ронде Лору Уильямс, работавшую на бумажной фабрике. Они поженились через 3 месяца после встречи, но, как межрасовая пара, они испытывали расистские оскорбления от местного сообщества, что заставило их жить в разных домах на одной улице. Несмотря на это, пара остались вместе и имела троих детей, но в 1952 году Маттан потерял работу на сталелитейном заводе.
6 марта 1952 года 42-летняя Лили Вольперт, работница ломбарда, была найдена убитой в районе доков Кардиффа. Её горло было перерезано бритвой, а сто фунтов стерлингов были украдены. В течение нескольких часов Маттан был арестован городской полицией Кардиффа, и девять дней спустя он был обвинён в убийстве Вольперт. Когда полиция проводила рейд в доме Маттана, они обнаружили сломанную бритву и туфли с кровавыми пятнами на них. Не было никаких доказательств в виде окровавленной одежды или украденных денег.
Судебный процесс проходил c гламорганскими присяжными в Суонси в июле 1952 года. Основным свидетелем обвинения был Гарольд Кловер, ямаец, который выступил с информацией, после того как семья Вольперт объявила награду в 200 фунтов стерлингов. Кловер, который также был подозреваемым в убийстве Вольперт, утверждал, что видел Маттана, покидающего магазин Вольперт, хотя было отмечено, что его описание фактически соответствует другому сомалийцу, проживавшему в этом районе в то время, Тегару Гассу. Жюри не было сказано о проверке Кловера во время судебного разбирательства и о том, что Кловеру заплатили за показания. Не было сказано, что Тегар Гасс был главным подозреваемым, или то, что четверо свидетелей не сумели опознать Маттана. Одна 12-летняя девочка, которая видела чёрного человека рядом с магазином в момент убийства, заявила, что Маттан был не тем, кого она видела, но полиция проигнорировала её показания и не представила  доказательства в суд. Более того, обувь была ношеной, и не было информации относительно совпадения проб. Маттан ограниченно понимал английский язык, и ему не был предоставлен переводчик. В суде, поражённом расовыми предрассудками, собственный адвокат Маттана описал своего клиента как «наполовину дитя природы, полуцивилизованного дикаря». 24 июля 1952 года Маттан был признан виновным в убийстве Лили Вольперт, и судья вынес смертный приговор.
Апелляция Маттана была отклонена в августе 1952 года, и 3 сентября 1952 года, через шесть месяцев после убийства Вольперт, Маттан был казнён через повешение в тюрьме Кардиффа. Его жена, Лора, посетила его в день казни, не зная, что он уже был казнён. Он был последним человеком, повешенным в тюрьме.

## Посмертное помилование
В первой попытке семьи Маттана, в 1968 году, отменить приговор было отказано министром внутренних дел Джеймсом Каллаганом. Отказы следовали до 1996 года, до первых признаков того, что британское правительство по новому расследует дело, и семья получила разрешение на эксгумацию тела Маттана; его перезахоронили из могилы тюремного кладбища на освящённой земле кладбища в Кардиффе.
Когда комиссия по пересмотру уголовных дел была создана в середине 1990-х, случай Маттана стал первым для пересмотра. 24 февраля 1998 года апелляционный суд пришёл к выводу, что оригинальное расследование, по словам лорда-судьи Кристофер Роуз, «явно имело недостатки». Семья Маттана получила компенсацию £725,000, которая будет разделена поровну между женой Маттана и тремя детьми. Компенсация была первой наградой семье для человека, незаконно повешенного за преступления, которого он не совершал.
Дело об убийстве Лили Вольперт было отправлено на доработку. Убийство Лили Вольперт не раскрыто до сих пор.

## Судьба свидетелей
- В 1954 году Тегар Гасс был признан виновным в убийстве зарплатного клерка Гранвилла Дженкинса. Гасс был найден в безумном состоянии и отправлен в Бродмур, а после освобождения депортирован в Сомали.
- В 1969 году Гарольд Кловер был осуждён за покушение на убийство своей дочери. Он использовал бритву.